# 阿尔尼 (名)
阿尔尼，是主要使用于芬兰和爱沙尼亚的芬蘭語男性化名字。以下知名人物使用此名：
- 阿尔尼·内乌沃宁（20世纪－），爱沙尼亚罪犯。
- 阿尔尼·马库斯（芬蘭語：Aarni Markus）（1957年12月7日－），芬兰记者、编剧、电视主持人。